# Jehangir Karamat
Jehangir Karamat, pakistanski general, * 1941.
Karamat je bil načelnik Pakistanske kopenske vojske (1996-1998) in veleposlanik Pakistana v ZDA (2004-2006).